# Presentació de Jesús al Temple
|  | Per a altres significats, vegeu «presentació al temple». |

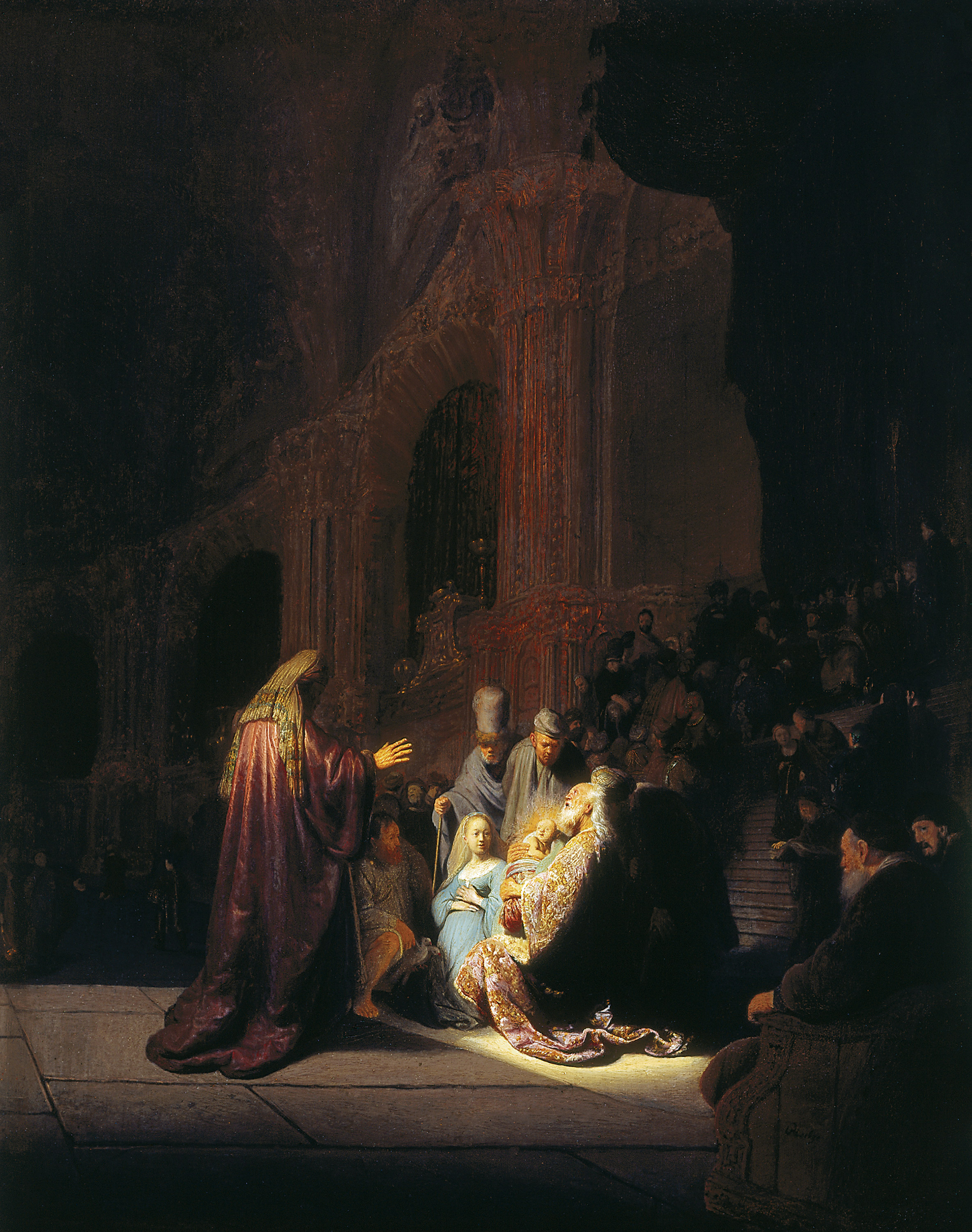
Simeó rep a Jesús en el temple. Oli de Rembrandt.

La presentació de Jesús en el Temple, la presentació de Jesús o del Nen o simplement la Presentació és la denominació convencional d'un episodi evangèlic i un tema iconogràfic freqüent en l'art cristià. Fa referència a la presentació de Jesús pels seus pares, al Temple de Jerusalem. És narrat a l'Evangeli de Lluc al Nou Testament (Lluc 2,22-40). Tractament diferenciat, tant en l'art com en el calendari litúrgic o santoral, té una escena prèvia: la circumcisió de Jesús, operació ritual prescrita en la religió jueva, i que se li va fer a Jesús als vuit dies de néixer (se celebra l'1 de gener). La presentació fou amb posterioritat a la circumscripció quan es compliren els dies de la purificació.
La festa de la Presentació se celebra el dia dos de febrer. Per associació d'actes i de simbolismes se celebra el mateix dia la Purificació de la Verge, anomenada també festa de les Candeles o de la verge de candelera. L'església bizantina la va convertir en una important celebració solemne.
En el cristianisme occidental, la Festa de la Presentació del Senyor també es coneix pel seu nom anterior de Festa de la Purificació de la Verge, de la Trobada del Senyor o de la  Presentació del Senyor i purificació de María.  En alguns calendaris litúrgics, les vespres (o completes) de la Festa de la Presentació marquen el final del temps de l'Epifania, també (des del del 2018) en la Evangelische Kirche in Deutschland (EKD).  A l'Església d'Anglaterra, església mare de la comunió anglicana, la Presentació de Crist en el Temple és una festa principal que se celebra el 2 de febrer o el diumenge entre el 28 de gener i el 3 de febrer. A l'Església catòlica , especialment des de l'època del Papa Gelasi I (492-496), que al segle V contribuí a la seva expansió, la Festa de la Presentació se celebra el 2 de febrer.
En el ritu romà de l'Església catòlica, la Comunió Anglicana i l'Església luterana, l'episodi es reflectia també en el costum, antany molt estesa, de relligar a les dones quaranta dies després del naixement d'un nen. En el ritu romà, la festa de la Presentació del Senyor està unida també a la Jornada Mundial de la Vida consagrada.

## Textos bíblics
Maria i Josep van portar a Jesús al Temple i segons el costum, van oferir com a sacrifici dues tórtores
- Evangeli segons Lluc:

| « | I complerts els dies de la seva purificació segons la Llei de Moisès, el van portar a Jerusalem per presentar-lo al Senyor, com està manat a la Llei del Senyor: Tot home primogènit serà consagrat al Senyor; i per presentar com a ofrena un parell de tórtores o dos colomins, segons el que s'ha manat a la Llei del Senyor. (Lluc 2:22) | » |

Al temple hi havia Simeó que tenia fama de ser un home just. En veure'ls va tenir la convicció que actuava impulsat per l'Esperit, li va prendre en braços i va beneir a Déu dient el Nunc dimittis. Les escriptures ho narren així:: 
| « | I els va beneir Simeó, i va dir a la seva mare Maria: Heus aquí, aquest és posat per a caiguda i per aixecament de molts a Israel. (Lluc, 2:34) | » |

La profetessa Anna vivia al temple i en presenciar aquells esdeveniments va començar a parlar del Nen a tot aquell que esperava la redempció de Jerusalem: 
| « | També hi era Ana, profetessa, filla de Phanuel, de la tribu d'Aser; la qual havia vingut en gran edat, i havia viscut amb el seu marit set anys des de la seva virginitat. (Lluc, 2:36-46) | » |

## Interpretació de l'Església catòlica

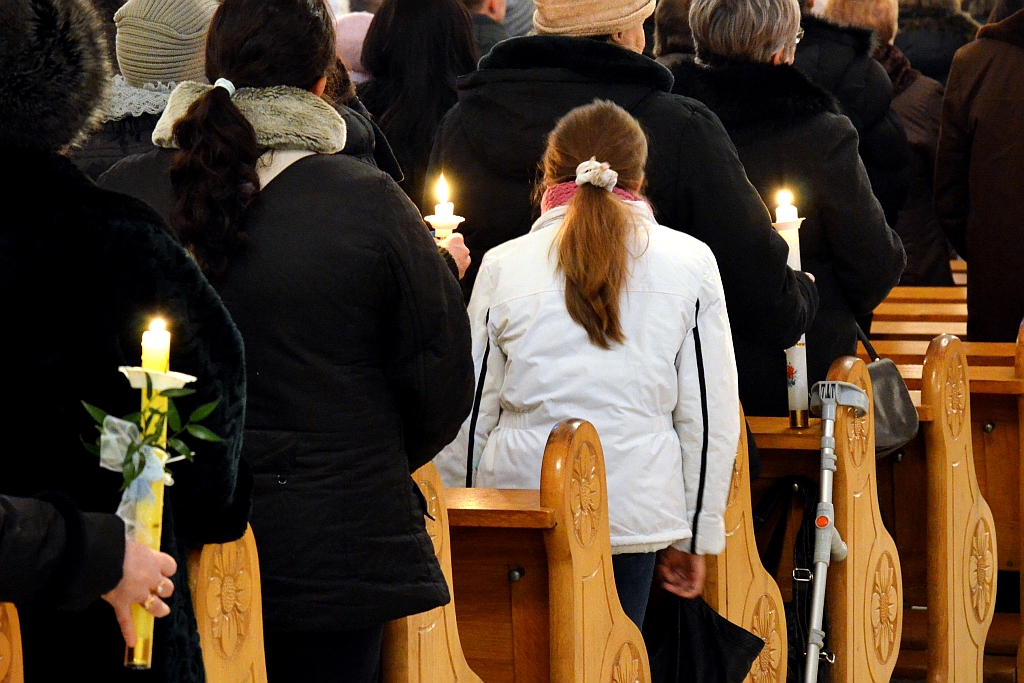
Candleles el dia de la candelera, Sanok 2013

Amb la finalitat de complir les dues normes que manava la llei de Moisès, la Sagrada Família va ser a Jerusalem: per a purificar a la mare i el rescat del primogènit. Aprofitant aquest succés es manifesta Jesús a Israel: «La Presentació de Jesús en el Temple el mostra com el Primogènit que pertany al Senyor».
En el context de la Presentació de Jesús al Temple, Maria i Josep duen a Jesús al Temple per a complir amb aquestes prescripcions. Encara que Jesús, com a Fill de Déu, no estava subjecte a aquestes normes, la Sagrada Família observa les pràctiques rituals com una expressió d'obediència a la llei.
Simeó i Anna, representant al poble fidel d'Israel, reconeixen en Jesús la realització de les esperances i expectatives messiàniques. Aquest esdeveniment permet posar de relleu la connexió entre l'Antic i el Nou Testament, mostrant com les profecies i lleis de l'Antic Testament es compleixen en la persona de Jesús.
El passatge fa referència a les pràctiques rituals associades amb el rescat del primogènit i la purificació de la dona després del part, d'acord a les lleis que hi ha establertes en aquest.
Segons la llei, el rescat del primogènit es realitzava al cap d'un mes del naixement, i s'oferien cinc sicles com a part d'aquest acte de redempció. Aquesta pràctica simbolitzava el reconeixement que tots els primogènits pertanyien al Senyor i havien de ser rescatats.
A més, la dona que donava a llum a un home quedava ritualment impura i havia de complir amb el ritual de purificació al cap de quaranta dies. Durant aquest temps, la mare presentava una ofrena en el Temple, que consistia en un cap de bestiar menor, o, en el cas d'aquelles que eren pobres, un parell de tórtores o dos colomins.  Aquesta ofrena simbolitzava la purificació de la mare després del part i la seva dedicació a Déu.
En el context de la Presentació de Jesús en el Temple, Maria i Josep compleixen amb aquestes pràctiques rituals, encara que, com s'esmenta en el text anterior, Jesús, com a Fill de Déu, no estava subjecte a la necessitat de rescat, i Maria, com a Verge, no estava impura de la mateixa manera que altres dones. Això subratlla el compliment de la llei per part de la Sagrada Família i estableix un enllaç entre les antigues tradicions jueves i el compliment messiànic en Jesucrist.
El passatge destaca la figura de Simeó com algú inspirat i guiat per l'Esperit Sant. Les seves paraules revelen la comprensió profunda de la identitat i la missió de Jesús. Alguns dels aspectes clau que esmenta Simeó són:
- Reconeixement de Jesús com el Messies esperat: Simeó identifica a Jesús com el Messies, la figura esperada i anhelada en la tradició jueva. Ho descriu com la “glòria d'Israel”, cosa que en ressalta la importància i significat per al poble d'Israel.
- Llum i salvació per a tots els homes: Simeó va més enllà de la concepció tradicional del Messies com algú destinat només per a Israel. Ell reconeix a Jesús com a “llum i salvació” per a tots els homes, indicant que la missió de Jesús té un abast universal.
- Ruïna i resurrecció d'Israel: Simeó profetitza que en el pla de Déu, Jesús serà tant de ruïna resurrecció per a Israel. Això suggereix que la vinguda de Jesús portarà canvis i desafiaments significatius per al poble jueu, però també la possibilitat d'una renovació espiritual i resurrecció.
- Signe de contradicció: Simeó descriu la missió de Jesús com un “signe de contradicció” en el qual alguns ensopegaran. Això implica que la presència i ensenyaments de Jesús generaran desacord i conflicte, la qual cosa és una predicció dels desafiaments que enfrontarà durant el seu ministeri terrenal.
- L'espasa de dolor predita a Maria: Simeó empra la metàfora d'una “espasa de dolor” per a descriure el sofriment que Maria experimentarà. Aquesta profecia anticipa la dolorosa experiència de Maria en presenciar el sofriment i la crucifixió del seu Fill. La referència a l'“oblació perfecta i única” assenyala clarament cap a la crucifixió de Jesús en la creu com el mitjà de salvació preparat per Déu per a tots els pobles.[8]

La manera en que Simeó es dirigeix a Maria, fa entendre que la Verge participarà en el sacrifici de Crist: «L'anunci de Simeó sembla com un segon anunci a Maria, atès que li indica la concreta dimensió històrica en la qual el Fill complirà la seva missió, és a dir en la incomprensió i en el dolor. Si d'una banda, aquest anunci confirma la seva fe en el compliment de les promeses divines de salvació, per un altre, li revela també que haurà de viure en el sofriment la seva obediència de fe al costat del Salvador que sofreix, i que la seva maternitat serà fosca i dolorosa»
El testimoniatge d'Anna, tal com es descriu, reflecteix una semblança significativa amb el de Simeó. Totes dues es presenten com a figures piadoses mogudes per l'Esperit Sant i expressen expectatives i anhels relacionats amb la vinguda del Messies.
- Consolació d'Israel i Redempció de Jerusalem: Mentre Simeó espera la consolació d'Israel, Anna espera la redempció de Jerusalem. Aquests termes suggereixen una esperança comuna d'alliberament i restauració per al poble de Déu. Tots dos personatges representen la llarga espera i anhel del poble jueu pel compliment de les promeses messiàniques.
- Tres menes de testimonis: El text destaca que el naixement de Crist s'ha manifestat per tres tipus de testimonis, cadascun dels quals ofereix una perspectiva única. Els àngels anuncien l'esdeveniment, els pastors donen testimoniatge després de rebre l'aparició dels àngels, i Simeó i Anna, guiats per l'Esperit Sant, ofereixen el seu testimoniatge al Temple.
- Instruments de l'Esperit Sant: Simeó i Anna són presentats com a persones que, en perseverar en la pietat i el servei a Déu, es converteixen en instruments aptes de l'Esperit Sant. Això destaca la importància de la sensibilitat espiritual i la devoció en la comprensió i reconeixement de l'obra de Déu.
- La inclusió d'aquests diversos testimonis emfatitza la importància i universalitat de l'esdeveniment del naixement de Jesucrist. Cada testimoni, des dels àngels fins a Simeó i Anna, aporta una perspectiva única i contribueix a la comprensió més completa de la significativa arribada del Messies. A més, l'esment de l'obra de l'Esperit Sant subratlla la guia divina en la revelació i reconeixement de Jesucrist.[15]

## Celebració litúrgica
A més de ser coneguda com la Festa de la Presentació de Jesús en el Temple, altres noms tradicionals son la Candelera, la Festa de la Purificació de la Verge, i la Trobada del Senyor.
La data de la Candelera deriva de la data fixada per a la Nativitat, ja que aquesta es produeix quaranta dies després. Segons la llei mosaica que es troba a la Torà, una mare que havia donat a llum a un mascle era considerada impura durant set dies; a més havia de romandre durant tres i trenta dies "en la sang de la seva purificació." La Candelera  correspon, doncs, al dia en què Maria, segons la llei jueva, hauria d'haver assistit a una cerimònia de purificació ritual (12:2–8). L'Evangeli de Lluc 2.22-39 relata que Maria fou purificada segons la llei religiosa, seguida de la presentació de Jesús al temple de Jerusalem, i això explica els noms formals que es donen a la festa, així com que caigui 40 dies després de la Nativitat.
A l'Església Catòlica Romana es coneix com la Presentació del Senyor en els llibres litúrgics publicats per primer cop per Pau VI, i com la Purificació de la Santíssima Mare de Déu en la Missa tridentina. A l'Església ortodoxa  i les esglésies greco-catòliques (esglésies catòliques orientals que utilitzen el ritu bizantí), anomenen la Festa de la Presentació del nostre Senyor, Déu i Salvador Jesucrist en el Temple o com La Trobada del nostre Senyor, Déu i Salvador Jesucrist.
A les esglésies de comunió anglicana, es coneix amb diversos noms, entre ells La Presentació del nostre Senyor Jesucrist en el Temple (Candelera) ( Església Episcopal),La Presentació de Crist en el Temple i la Purificació de la Santíssima Mare de Déu (Església Anglicana del Canadà), La Presentació de Crist en el Temple (Candelera) (Església d'Anglaterra), i La Presentació de Crist al Temple (Església Anglicana d'Austràlia).
Es coneix com la Presentació del Nostre Senyor a l'Església Evangèlica Luterana a Amèrica. L'Església luterana Sínode de Missouri celebra el 2 de febrer com la Purificació de María i la Presentació del nostre Senyor. En algunes esglésies protestants, la festa es coneix com el Nomenament de Jesús (encara que històricament hauria estat nomenat el vuitè dia després de la Nativitat, quan fou circumcidat).
Candelera és un nom nord-europeu per a la festa degut a la tradició de fer professons amb espelmes enceses en la missa d'aquest dia, que reflecteix la proclamació de Simeó d'"una llum per a la revelació als gentils", que, al seu torn, es fa ressò d'Isaïes 49:6 en el segon dels oracles del "serf del Senyor".

### Pràctiques
Tradicionalment, la Candelera havia estat l'última festa de l'any cristià que es datava per referència al Nadal. És una altra festa de tipus "epifania", ja que Jesús és revelat com a messies pel càntic de Simeó i la profetessa Anna. També encaixa en aquest tema, com la manifestació més primerenca de Jesús dins de la casa del seu Pare celestial. Les posteriors festes movibles es calculen fent servir de referència la data de la Pasqua.

#### Cristianisme occidental
Tradicionalment, el terme occidental "candelera" (o Missa de les Espelmes) feia referència a la pràctica per la qual un sacerdot beneïa el 2 de febrer espelmes de cera d'abella. [per al seu ús durant tot l'any, algunes de les quals es distribuïen als fidels per al seu ús domèstic. A Polònia la festa es diu Święto Matki Bożej Gromnicznej (Festa de La nostra Senyora de les veles de tro). Aquest nom fa referència a les espelmes que es beneeixen en aquest dia, anomenades gromnice, ja que aquestes espelmes s'encenen durant les tempestes (de trons) i es col·loquen en les finestres per a espantar les tempestes.

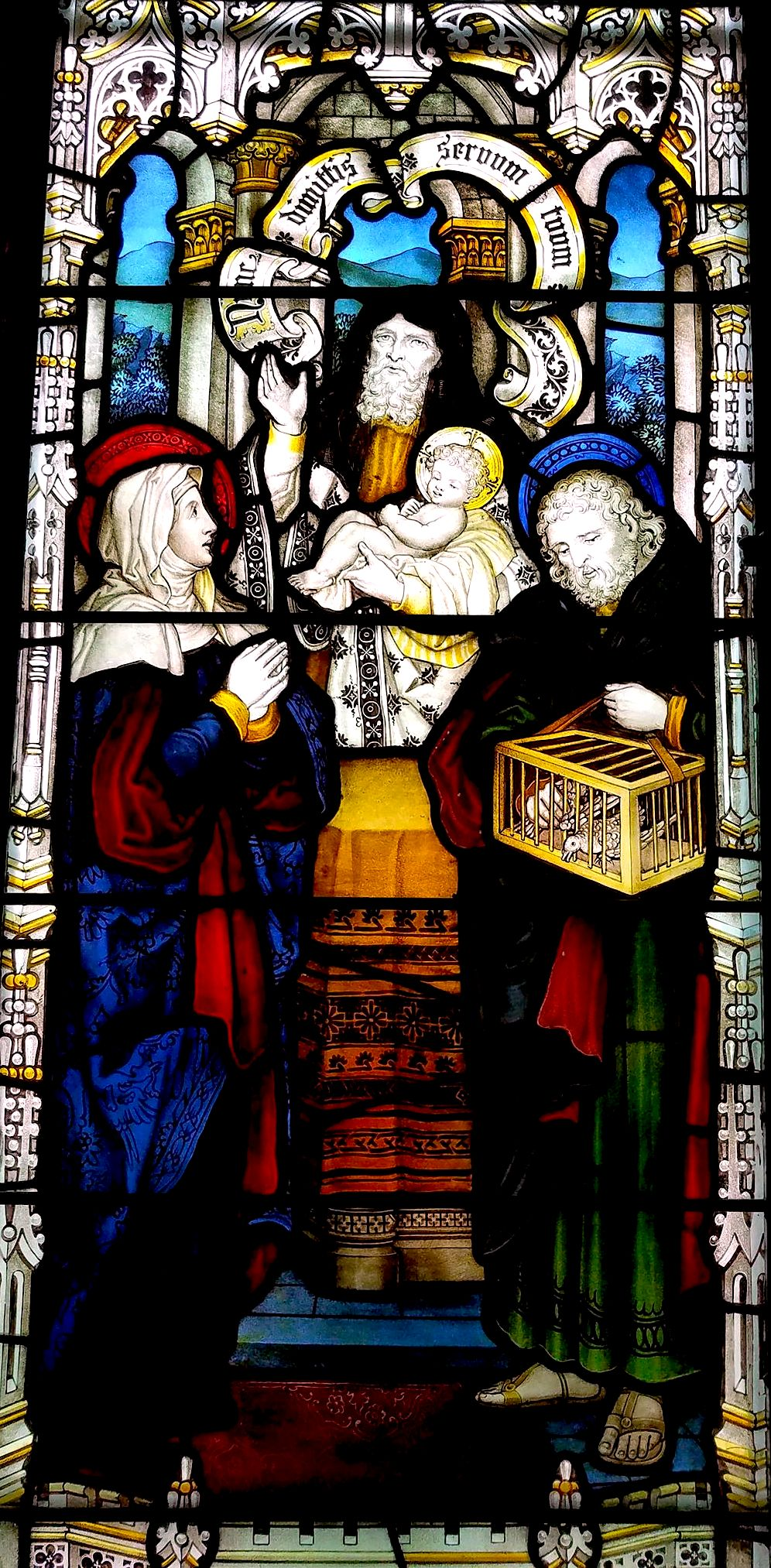
Presentació de Jesús, representant (d'esquerra a dreta) Maria, Simeó (sostenint a Jesús), i José amb coloms com a sacrifici en el Temple, vidriera c. 1896, Església del Bon Pastor (Rosemont, Pennsilvània)

Des de la revisió litúrgica del Concili Vaticà II, l'Església Catòlica es refereix a aquesta festa com la Festa de la Presentació del Senyor, fent menys èmfasi en les espelmes i la purificació de Maria en favor de la Profecia de Simeó el Just. El Papa Joan Pau II va relacionar la festa amb la renovació dels vots religiosos. A l'Església Catòlica Romana, la Presentació de Jesús en el Temple és el quart Misteri Gojós del Rosari.
En la Litúrgia de les Hores, l'antífona mariana Alma Redemptoris Mater s'utilitza des de l'Advent fins al 2 de febrer, després del qual Ave Regina Caelorum s'empra fins al Divendres Sant.

#### Cristianisme oriental
En el Tradició bizantina practicada pels ortodoxos orientals, la Trobada del Senyor és únic entre les grans festes, ja que combina elements tant d'una Gran Festa del Senyor com d'una Gran Festa de la Theotokos (Mare de Déu). Té una festa anterior d'un dia i una festa posterior de set dies. No obstant això, si la festa cau durant la Setmana del Formatge o la Gran quaresma, la festa posterior s'escurça o s'elimina per complet.
La festa se celebra amb una vigília nocturna la vigília de la festa, i una celebració de la Divina Litúrgia l'endemà al matí, en la qual es beneeixen les espelmes de cera d'abella. Aquesta benedicció tradicionalment ocorre després de les Hores Petites i abans del començament de la Divina Litúrgia (encara que en alguns llocs es fa després). El sacerdot llegeix quatre oracions, i després una cinquena durant la qual tots els presents inclinen el cap davant Déu. A continuació fa passar l'encenser sobre les veles i les beneeix amb aigua beneita. A continuació es distribueixen les veles al poble i comença la Litúrgia.
Arran dels esdeveniments bíblics relatats en el segon capítol de Lluc, l'Eucaristia de les dones va començar a practicar-se tant en el cristianisme oriental com en l'occidental. L'ús s'ha extingit a Occident, llevat entre l'Ortodòxia de ritu occidental, molt ocasionalment entre els Anglicans i els Catòlics Tradicionalistes, però el ritual encara es practica a l'Església Ortodoxa. A més, els nadons, tant nens com nenes, són duts a l'Església el quarantè dia després del seu naixement en record de la Theotokos i de Josep duent al nen Jesús al Temple.
Alguns cristians observen la pràctica de deixar els adorns nadalencs fins a la candelera.

### Dates

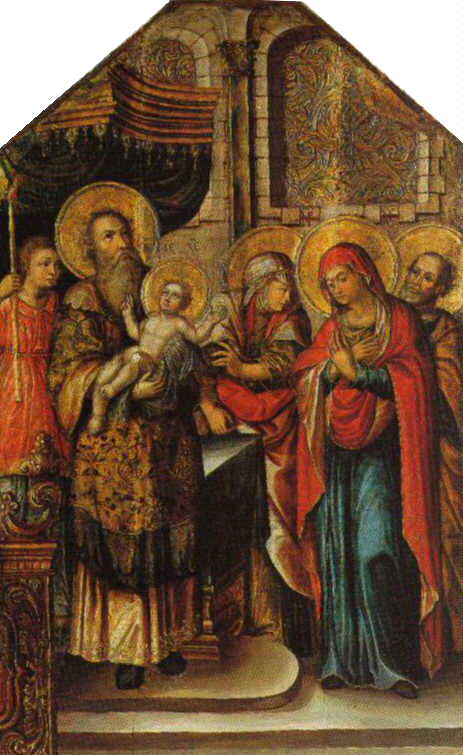
Trobada del Senyor, icona ortodoxa de Bielorússia (1731)

En els calendaris litúrgics orientals i occidentals, la Presentació del Senyor cau el 2 de febrer, quaranta dies (inclusivament) després de Nadal. A l'Església d'Anglaterra pot celebrar-se aquest dia o el diumenge entre el 28 de gener i el 3 de febrer. Aquesta festa mai cau en Quaresma; al més aviat que pot caure el Dimecres de cendra és el 4 de febrer, per al cas de la Pasqua el 22 de març en un any no de traspàs. No obstant això, en el ritu tridentí, pot caure en el temps pre-quaresmal si la Pasqua és prou primerenca, i l'"Al·leluia" ha d'ometre's de la litúrgia d'aquesta festa quan això ocorre.
A l'Església de Suècia i a l'Església evangèlica luterana de Finlàndia, la candelera se celebra (des de 1774) sempre en diumenge, com a molt aviat el 2 de febrer i com a més tard el 8 de febrer, excepte si aquest diumenge coincideix amb l'últim diumenge abans de Quaresma, és a dir, el Diumenge de Carnestoltes o Quinquagèsima.en : , en : ), i en aquest cas la candelera se celebra una setmana abans.
A l'Església Apostòlica Armènia, la Festa, anomenada "La Vinguda del Fill de Déu al Temple" (Tiarn'ndaraj, de Tyarn-, "el Senyor", i -undarach "anar cap endavant"), se celebra el 14 de febrer. Els armenis no celebren la Nativitat el 25 de desembre, sinó el 6 de gener, per la qual cosa la seva data de la festa és 40 dies després: 14 de febrer. La nit anterior a la festa, els armenis solen encendre espelmes durant un ofici religiós vespertí, traient la flama a la foscor (simbòlicament, portant la llum al buit) i portant-la-hi a casa per a encendre llums o encenent una foguera al pati de l'església.

## Història
La Festa de la Presentació és una de les festes més antigues de l'Església. La seva celebració es remunta al Segle IV  a Jerusalem.  Hi ha sermons sobre la festa dels bisbes Metodi de Patara († 312), Ciril de Jerusalem († 360) Gregori de Nazianz († 389), Amfíloc d'Iconi († 394), Gregori de Nissa († 400), i Joan Crisòstom († 407).

La referència més antiga a ritus litúrgics específics entorn de la festa és de la intrèpida Egeria, durant la seva peregrinació a Terra Santa (381-384). Ella va relatar que el 14 de febrer era un dia solemnement celebrat a Jerusalem amb una processó a la Basílica de la Resurrecció de Constantí I, amb una homilia predicada sobre Lluc 2.22 (que aclareix perfectament l'ocasió), i una Divina Litúrgia. Aquest anomenat Itinerarium Peregrinatio ("Itinerari de peregrinació") d'Egèria no ofereix, no obstant això, un nom específic per a la Festa. La data del 14 de febrer indica que a Jerusalem, en aquella època, el naixement de Crist se celebrava el 6 de gener, Epifania. Egèria escriu per a les seves benvolgudes companyes monges de casa:
XXVI. El quarantè dia després de l'Epifania se celebra aquí indubtablement amb el major honor, perquè aquest dia hi ha una processó, en la qual tots participen, en la Anàstasis, i totes les coses es fan pel seu orde amb la major alegria, igual que per Pasqua. Tots els sacerdots, i després d'aquests el bisbe, prediquen, prenent sempre com a tema la part de l'Evangeli en la qual Josep i Maria van portar al Senyor al Temple el quarantè dia, i Simeó i Anna la profetessa, filla de Fanuel, el van veure, tractant de les paraules que van pronunciar quan van veure al Senyor, i de l'ofrena que van fer els seus pares. I quan tot l'acostumat s'ha fet en ordre, se celebra el sagrament, i té lloc el comiat.

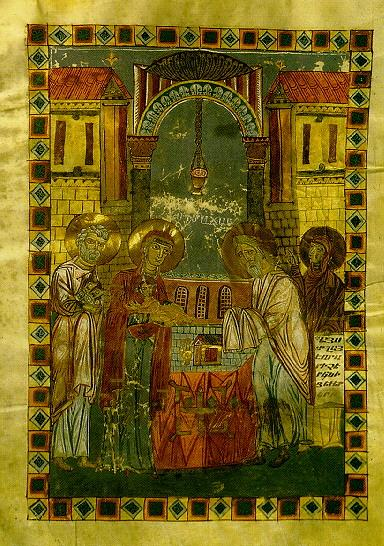
Una miniatura de Armenian que il·lustra el tema (Evangelis de Mugni, c. 1060)

Al voltant de l'any 450 dC a Jerusalem la gent va començar el costum de sostenir espelmes enceses durant la Divina Litúrgia d'aquest dia de festa. Originalment, la festa era una celebració menor. Però llavors, el 541, una terrible plaga va esclatar a Constantinoble, matant a milers de persones. L'emperador Justinià I, en consulta amb el Patriarca de Constantinoble, va ordenar un període de dejuni i oració en tot l'Imperi. I, en la Festa de la Trobada del Senyor, va organitzar grans processons per totes les ciutats i llogarets i un solemne servei d'oració (Litia) per a demanar l'alliberament dels mals, i la pesta va cessar. En agraïment, el 542 l'emperador va elevar la festa a una celebració més solemne i l'establí arreu de l'Imperi d'Orient.
A Roma la festa apareix en el Sacramentarium Gelasianum una col·lecció de manuscrits dels segles segle vii i segle viii associada al papa Gelasi I. Allí porta per primer cop el nou títol de festa de la Purificació de la Benaurada Mare de Déu. Encara que tardana en el temps, la candelera continua sent la més antiga de totes les festes en honor de la Mare de Déu. La data de la festa a Roma era el 2 de febrer perquè la data romana per a la nativitat de Crist havia estat el 25 de desembre des d'almenys principis del segle iv.

### Relació amb altres celebracions
La Festa de la Presentació depèn de la data de Nadal: Segons el passatge de l'Evangeli de Lluc que descriu l'esdeveniment en la vida de Jesús, la celebració de la Presentació del Senyor té lloc 40 dies després. La benedicció de les espelmes en aquest dia recorda la referència de Simeó al nen Jesús com la "llum per a la revelació als gentils" (Lluc 2.32).
Els pagans moderns creuen que la candelera és una cristianització del festival gaèlic Imbolc, que se celebrava a l'Europa precristiana (i especialment en les Nacions celtes) més o menys a la mateixa època de l'any. Imbolc es diu "dia de santa Brígida a Irlanda. Tant la deessa Brígida com la santa cristiana Brígida - que fou abadessa de Kildare - estan associades amb les flames sagrades, els pous sagrats i les deus, la curació i la ferreria. Brigida és verge, però també patrona de les llevadores. No obstant això, és més plausible la connexió amb el politeisme romà (més que amb el celta o el germànic) , ja que la festa se celebrava abans de qualsevol intent seriós d'expandir el cristianisme a països no romans.

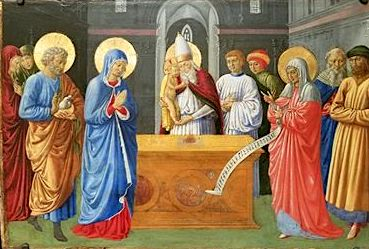
Presentació de Crist al Temple, Benozzo Gozzoli, 1460-1461 (Museu d'Art de Filadèlfia)

Frederick Holweck, escrivint en la Catholic Encyclopædia es mostra taxativa en el seu rebuig a aquest argument: "La festa no va anar certament introduïda pel Papa Gelasi per a suprimir els excessos de la Lupercalia," (fent referència a J. P. Migne, Missale Gothicum, 691) La Encyclopædia Britannica del 1911 coincideix: l'associació amb Gelasi "ha dur a alguns a suposar que va ser ordenada pel Papa Gelasi I el 492 com contratracció a la Lupercàlia pagana; però per a això no hi ha cap justificació." Com que totes dues festes tenen a veure amb la purificació ritual de les dones, no tots els historiadors estan convençuts que la connexió sigui pura coincidència) Gelasi va escriure certament un tractat contra la Lupercalia, que encara es conserva.
El Papa Innocenci XII creia que la candelera es va crear com una alternativa al paganisme romà, com va declarar en un sermó sobre el tema:
Per què en aquesta festa portem veles? Perquè els gentils van dedicar el mes de febrer als déus infernals, i com a principis d'aquest Plutó va robar a Prosèrpina, i la seva mare Ceres la va buscar a la nit amb espelmes enceses, així ells, a principis de mes, passejaven per la ciutat amb espelmes enceses. Com els sants pares no van poder extirpar el costum, van ordenar que els cristians portessin veles en honor de la Santíssima Verge; i així, el que abans es feia en honor de Ceres, ara es fa en honor de la Santíssima Verge.
No hi ha proves contemporànies que donin suport a les nocions populars que Gelasi va abolir la Lupercalia, o que ell, o qualsevol altre prelat, la va substituir per la Festa de la Purificació de la Santíssima Mare de Déu.

## Representacions en l'art

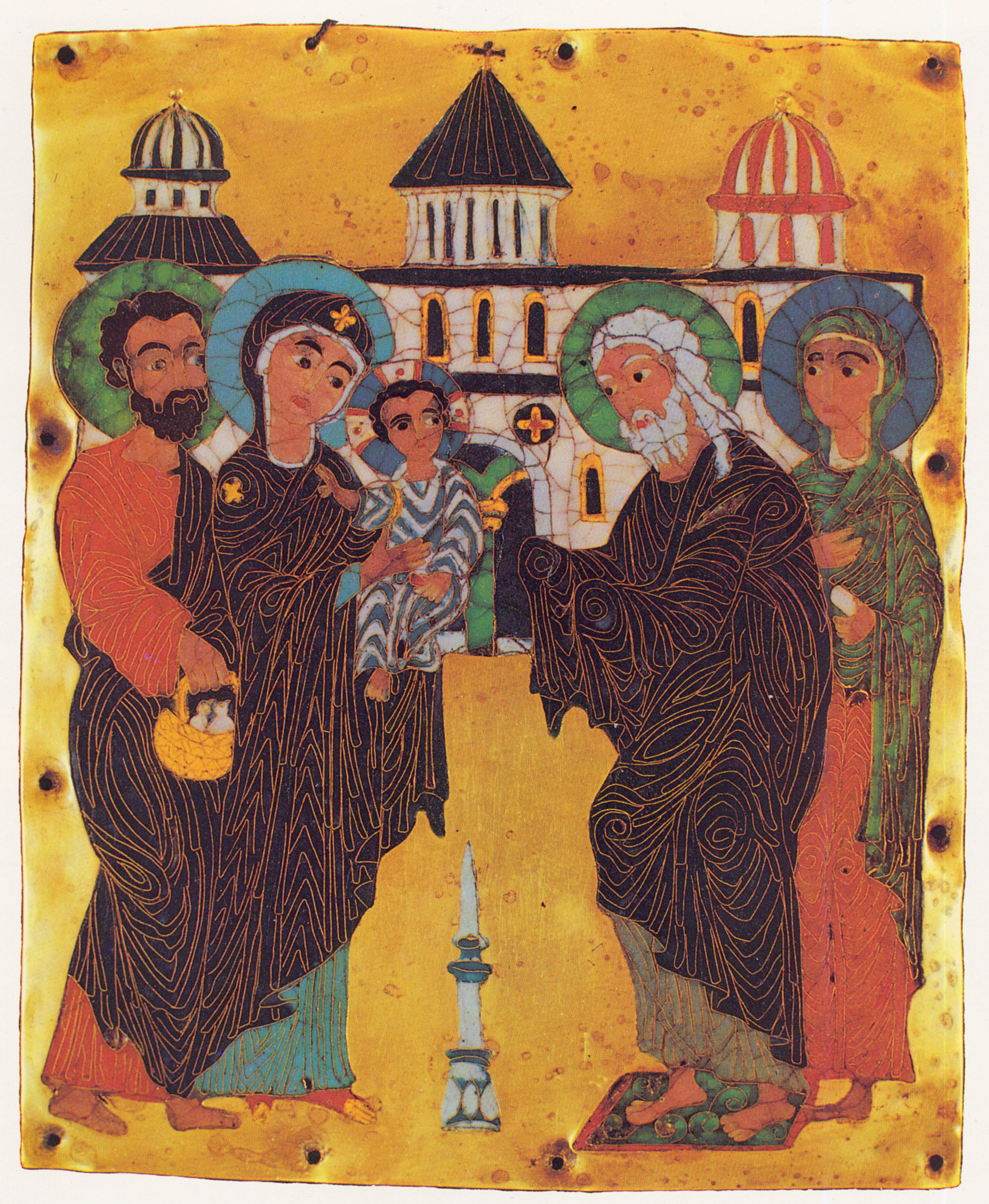
Presentació de Jesús en el Temple, icona de esmalt cloisonné del s. XII procedent de Geòrgia.
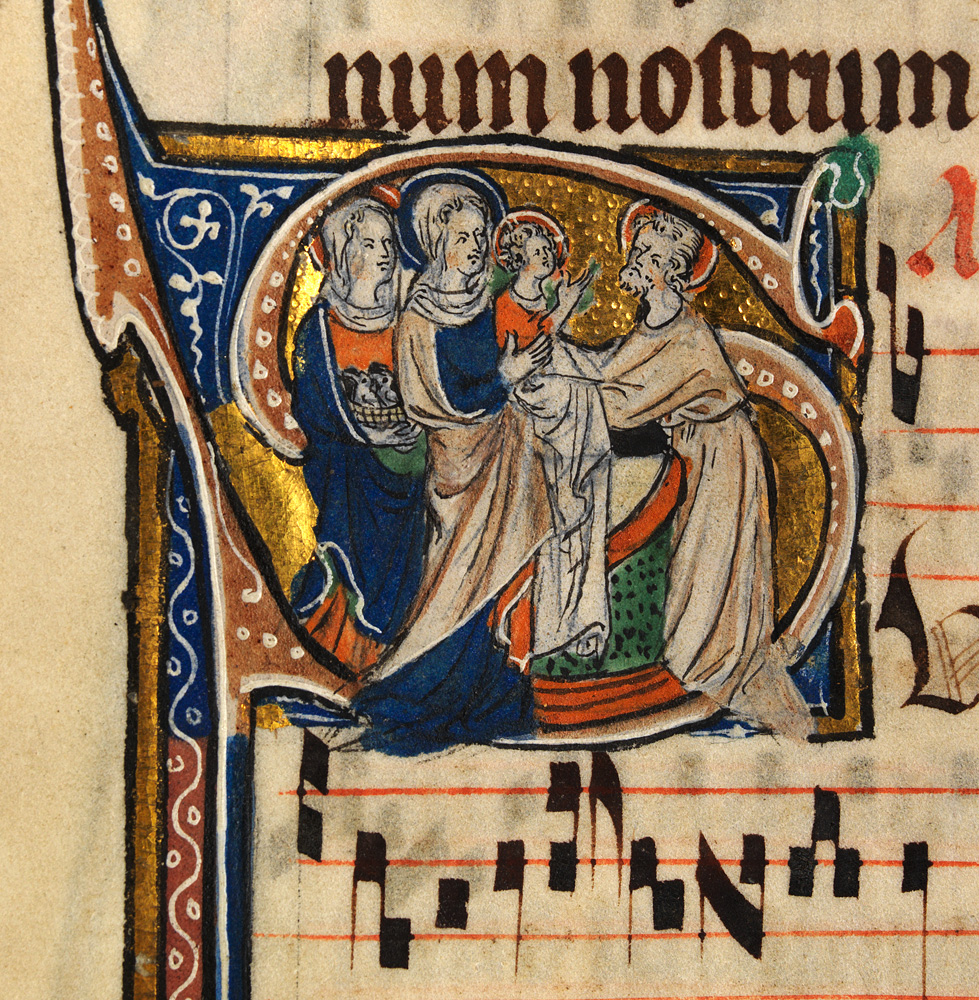
Presentació de Cristo en el Temple, del Missal de Sherbrooke
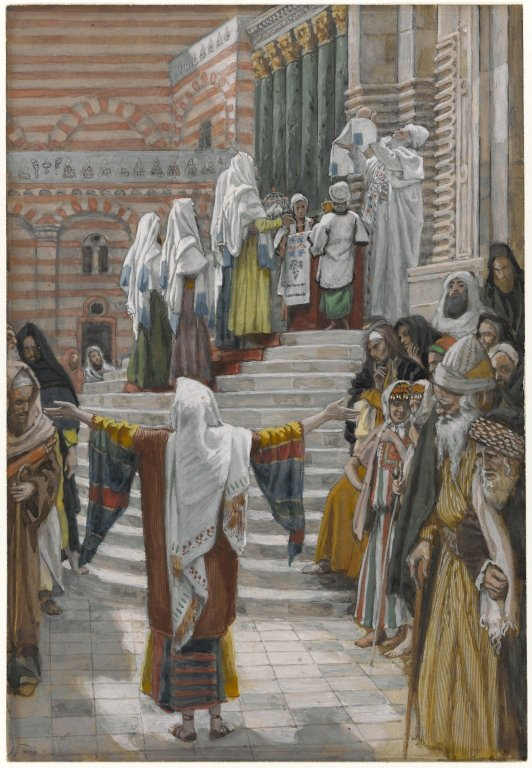
James Tissot, La presentació de Jesús al Temple (La présentation de Jésus au Temple), Museu de Brooklyn
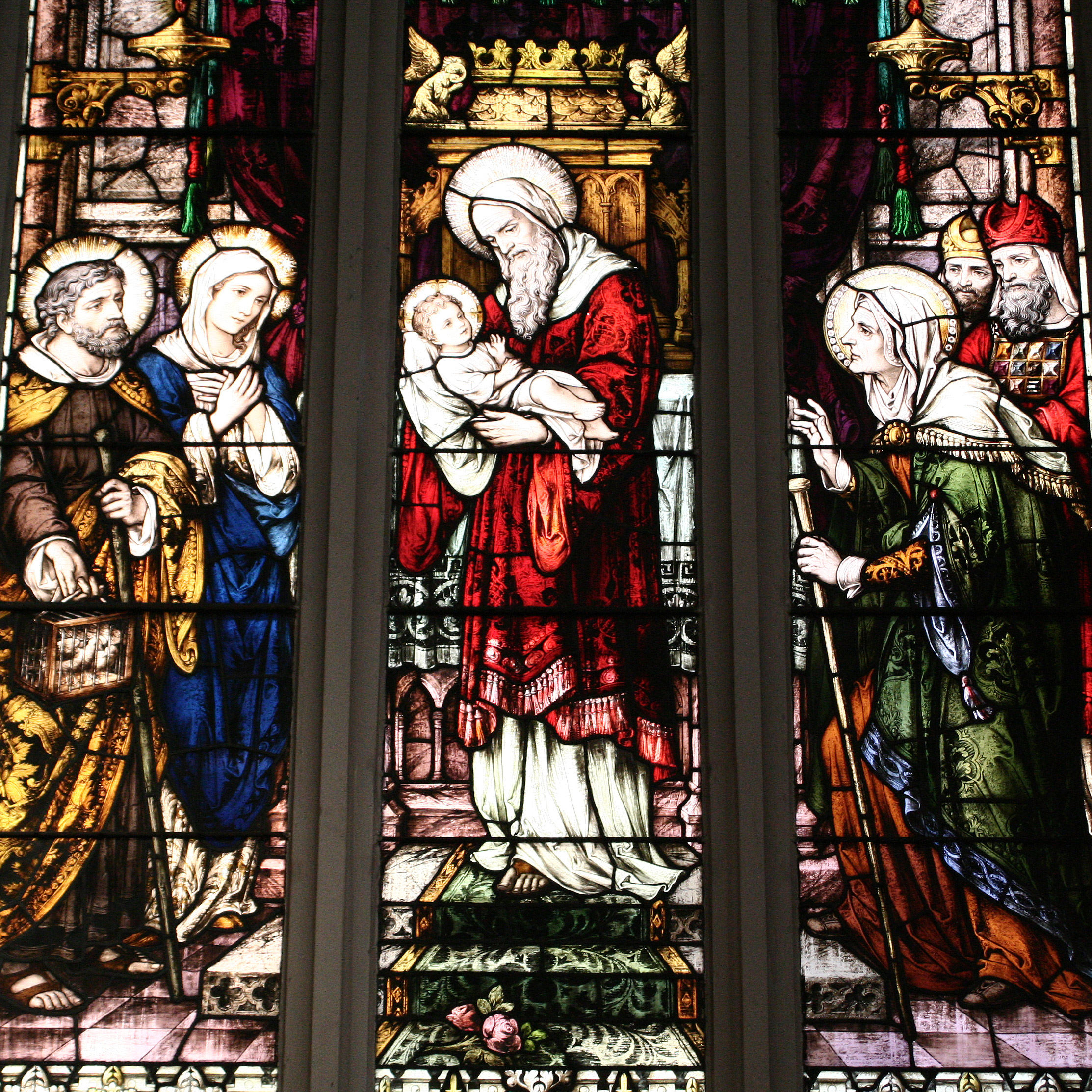
La vidriera de la Catedral de Sant Miquel (Toronto) representa al nen Jesús al Temple
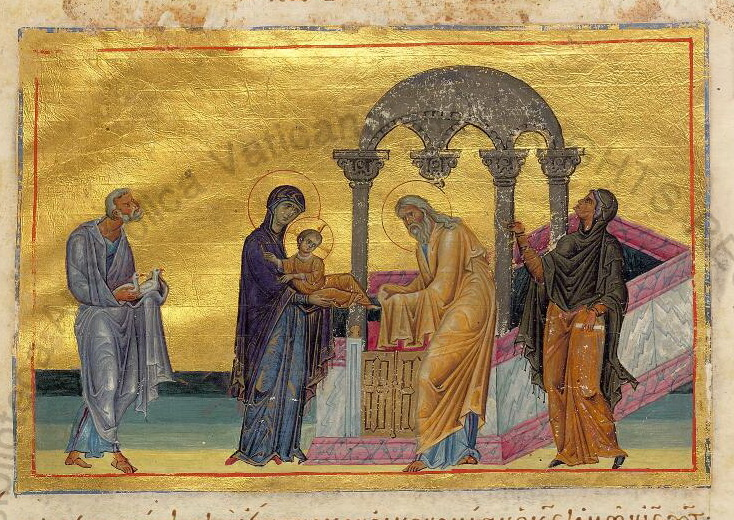
Pintura del Menologi de Basili II (c. 1000 dC)
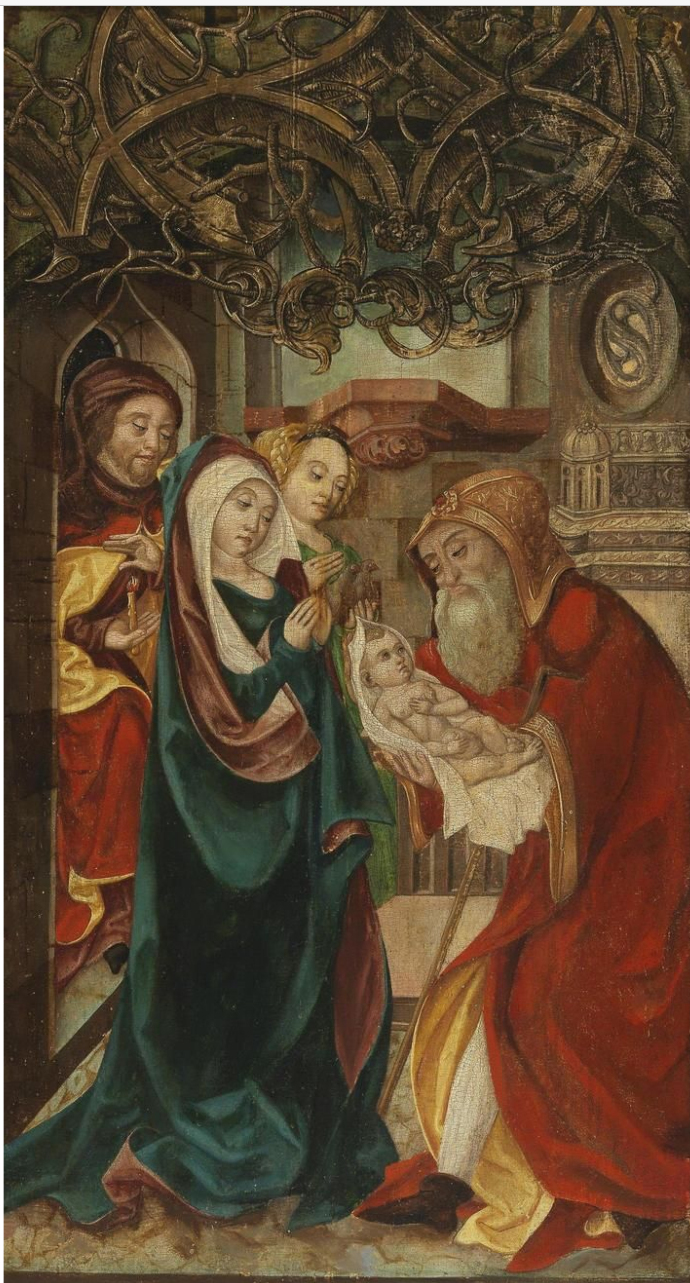
Presentació de Crist al Temple, alemany del sud, probable ala de retaule, finals del s. XV (col·lecció privada)